# Trojany (Mazovie)
Pour les articles homonymes, voir Trojany.

Trojany (prononciation : [trɔˈjanɨ]) est un village polonais de la gmina de Dąbrówka dans le powiat de Wołomin de la voïvodie de Mazovie dans le centre-est de la Pologne.
Il se situe à environ 15 kilomètres au nord-est de Wołomin (siège du powiat) et à 36 kilomètres au nord-est de Varsovie (capitale de la Pologne).
Le village possède une population de 490 habitants.

## Histoire
De 1975 à 1998, le village appartenait administrativement à la voïvodie d'Ostrołęka.